# 薩菲爾德 (康乃狄克州)
薩菲爾德（英語：Suffield）是一個位於美國康乃狄克州哈特福縣的城鎮。

## 地理
薩菲爾德的座標為41°59′00″N 72°41′00″W / 41.98333°N 72.68333°W，而該地的平均海拔高度為60米（即197英尺）。

## 人口
根據2010年美國人口普查的數據，薩菲爾德的面積為111.20平方千米，當中陸地面積為109.50平方千米，而水域面積為1.70平方千米。當地共有人口15,735人，而人口密度為每平方千米141人。